# ایوان ویشنوسکی
ایوان ویشنوسکی (اوکراینی: Іван Євгенович Вишневський؛ ۲۱ فوریهٔ ۱۹۵۷ – ۱۱ مهٔ ۱۹۹۶ (۳۹ سال)) بازیکن فوتبال اهل اتحاد جماهیر شوروی سوسیالیستی بود.
از باشگاه‌هایی که در آن بازی کرده‌است می‌توان به باشگاه فوتبال دنیپرو، باشگاه فوتبال اسپارتاک مسکو، باشگاه ورزشی ساری‌یر، و باشگاه فوتبال فنرباغچه اشاره کرد.
وی همچنین در تیم ملی فوتبال شوروی بازی کرده‌است.